# Răchita de Jos, Dolj
Răchita de Jos este un sat în comuna Brabova din județul Dolj, Oltenia, România.
 Acest articol despre o localitate din județul Dolj este deocamdată un ciot. Puteți ajuta Wikipedia prin completarea lui.